# Mario Sepi
Mario Sepi (Merano, 30 ottobre 1941 – Roma, 10 ottobre 2011) è stato un sindacalista italiano.

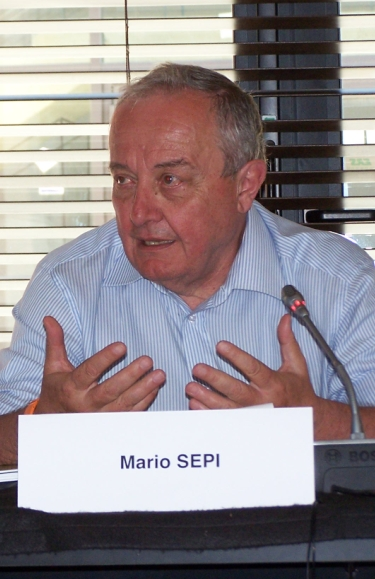
Mario Sepi

Fu presidente del Comitato economico e sociale europeo (CESE) dal 22 ottobre 2008 fino all'ottobre 2010 ed ha ricoperto importanti cariche a livello nazionale ed europeo.
È scomparso nell'ottobre 2011 all'età di 69 anni a causa di una breve malattia tumore allo stomaco.

## Biografia
Laureato in giurisprudenza presso l'Università di Roma nel 1966, nello stesso anno comincia una intensa attività di ricerca presso l'Istituto Affari Internazionali. Nel 1969 diviene membro dell'Ufficio Internazionale della CISL (nella commissione giovani ICFTU - CISL Internazionale) e dei Comitati lavoratori emigranti e del Fondo Sociale Europeo della CEE; nello stesso anno viene nominato esperto del Comitato economico e sociale della CEE per i rapporti con i paesi del Mediterraneo.
Negli anni Settanta e Ottanta, è un sindacalista attivo all'interno della Confederazione Italiana Sindacati lavoratori (CISL) dove si distingue come esperto di politica internazionale.
Dal 1975 al 1980 è responsabile internazionale FLM (Federazione dei Lavoratori Metalmeccanici) e coordinatore del settore dell'industria aerospaziale, ricopre inoltre il ruolo di membro:
- del Comitato esecutivo della Federazione europea sindacati metalmeccanici (FEM);
- del Comitato italiano per gli aiuti ai PVS presso il Ministero degli Esteri
- della Commissione per la riconversione dell'industria della difesa istituita dal Ministro Fracanzani e presieduta dal Prof. Amaldi.

Tra il 1980 e il 1986 collabora ad una ricerca del MIT sull'avvenire dell'industria automobilistica e partecipa a varie audizioni presso la Commissione europea ed il Parlamento europeo sul settore dell'auto e sulla politica industriale europea. In questi anni, più precisamente nel 1984, figura tra coloro che hanno condotto il sindacato a concludere lo storico accordo con la Fiat che chiuse una lunga crisi che durava dal 1980.
Nel 1986 viene eletto segretario nazionale della Federazione Italiana Metalmeccanici (FIM-CISL), e responsabile per la politica contrattuale. Il suo interesse verso la cooperazione con i paesi in via di sviluppo lo conduce al vertice dell'Istituto Sindacale per la Cooperazione allo Sviluppo (ISCOS-CISL), dapprima come vice-direttore (1989), successivamente in qualità di direttore (dal 1992).

### Comitato Economico e Sociale Europeo
Nel 1995 viene nominato membro del gruppo II del CESE. Si contraddistingue per il suo impegno attorno ai temi della libera concorrenza, dell'unione monetaria, della politica industriale europea, mercato dei capitali, nonché per l'attenzione dedicata alla Strategia di Lisbona; Sepi è anche relatore di pareri importanti del Comitato collegati a queste tematiche centrali della politica comunitaria. Dal 1995 è membro delle sezioni "Industria, commercio, artigianato e servizi", "Mercato unico, produzione e consumo", "Unione economica e monetaria, coesione economica e sociale" e "Occupazione, affari sociali e cittadinanza".
Nel 2002 è eletto presidente del Gruppo II - Lavoratori del CESE, carica che ricopre fino all'ottobre 2008, quando viene eletto presidente del CESE.

### Curiosità
Nel 2011, pochi mesi prima della sua morte, è uscita in libreria una delle sue ultime opere, La nuova favola della fattoria, libro in cui vengono proposti i problemi finanziari e la crisi ancora in atto in un contesto rappresentato da un mondo animalesco e fiabesco, scritto in collaborazione con un altro membro del CESE, Anna-Maria Darmanin.